# Субботин, Виктор Яковлевич
Виктор Яковлевич Суббо́тин (1911—1994) — советский хозяйственный деятель.

## Биография
Родился 8 сентября 1911 года в пос. Кудымкар Соликамского уезда Пермской губернии. Окончил Московский зоотехнический институт (1935).
Старший зоотехник племенного скота в совхозе села Тельмана в Карагандинской области, затем в совхозе села Шалабай Семипалатинской области. В 1938—1947 годах — зоотехник, старший зоотехник, главный зоотехник, начальник отдела зоотехнии наркомата (министерства) совхозов Казахской ССР. В 1947—1954 годах — начальник отдела, член коллегии, заместитель начальника управления животноводческих совхозов, начальник управления, заместитель министра Министерства совхозов КССР.
В 1954—1964 годах — заместитель заведующего, заведующий отделом сельского хозяйства ЦК КП Казахстана. Министр сельского хозяйства КССР (1964—1965), с 1965 года — заместитель министра сельского хозяйства КССР.
Автор более 20 научных трудов по животноводству.
Жена — Спиридонова Таисия Антоновна; две дочери: Валентина, 1942 г. р., Ольга, 1951 г. р.

## Награды и премии
- заслуженный зоотехник Казахской ССР (1971)
- Сталинская премия первой степени (1951) — за выведение новой породы крупного рогатого скота «Казахская белоголовая».
- четыре ордена Трудового Красного Знамени
- медали